# Pusuk I
Pusuk I is een bestuurslaag in het regentschap Humbang Hasundutan van de provincie Noord-Sumatra, Indonesië. Pusuk I telt 1276 inwoners (volkstelling 2010).